# Flavianus von Konstantinopel

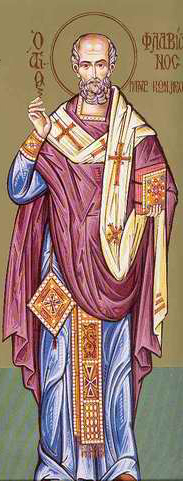
Flavian von Konstantinopel, Ikone, 19. Jahrhundert

Flavianus von Konstantinopel, griech. Φλαβιανός – Phlabianós (* im 4. oder 5. Jahrhundert; † 11. August 449 in Hypaipa), war Erzbischof von Konstantinopel von 446 bis 449. Auf dem Konzil von Ephesos von 449, der „Räubersynode“, vertrat er die später anerkannte Minderheitsmeinung, wurde deshalb abgesetzt und misshandelt und starb an den Folgen. Er wird in der orthodoxen und römisch-katholischen Kirche als Heiliger verehrt. Sein katholischer Gedenktag ist der 18. Februar, die Orthodoxen kommemorieren ihn am 16. Februar.

## Leben
Über Flavians Herkunft und Werdegang ist nichts bekannt. Vor seiner Erhebung zum Erzbischof war er Priester und Aufseher des Kirchenschatzes in Konstantinopel. Seine Lebensführung galt als heiligmäßig. 
Als Flavian zum Nachfolger von Erzbischof Proklos ernannt wurde, durchkreuzte das die Pläne des kaiserlichen Beamten Chrysaphios. Dieser veranlasste Theodosius II., von Flavian ein Huldigungsgeschenk zu fordern. Der neue Erzbischof ließ dem Kaiser statt Gold das Antidoron bringen, was von Chrysaphios empört zurückgewiesen wurde. Theodosius’ Schwester Pulcheria ergriff für Flavian Partei, die Kaisergattin Eudokia für Chrysaphios.
Mit der Palastintrige vermischte sich die in der Reichskirche schwelende christologische Auseinandersetzung. Chrysaphius und Eudokia gewannen Theodosius für die monophysitische Partei, die unter Führung des Priesters Eutyches und des Patriarchen Dioskoros I. von Alexandria die Anschauung vertrat, die göttliche Natur Christi habe seine menschliche Natur ganz in sich „aufgesogen“; Flavian, unterstützt von Pulcheria, lehrte, dass der inkarnierte Gottessohn in Personeinheit Gott und Mensch sei (Zweinaturenlehre). Eine Synode in Konstantinopel unter Vorsitz Flavians verurteilte Eutyches im November 448 als Irrlehrer und exkommunizierte ihn. Als Theodosius 449 ein neues Konzil nach Ephesus einberief, um die monophysitische Lehre zu sanktionieren, sandte Papst Leo der Große an Erzbischof Flavian sein später berühmt gewordenes Lehrschreiben Tomus ad Flavianum, das die Lehrentscheidung von Chalcedon vorbereitete. Der Brief kam in Ephesus jedoch nicht zur Verlesung. Dort setzte sich unter Tumult und Gewaltanwendung die monophysitische Partei durch. Flavian wurde körperlich misshandelt, für abgesetzt erklärt und aus der Stadt vertrieben. Er starb kurz darauf im Exil.
Als Theodosius 450 starb, verschoben sich die Machtverhältnisse. Pulcheria heiratete Markian, der die Nachfolge ihres Bruders antrat. Dieser berief das Konzil von Chalcedon ein, das die Zweinaturenlehre dogmatisierte und Flavian zum Märtyrer erklärte. Seine sterblichen Überreste ließ Pulcheria nach Konstantinopel überführen und in der Kathedrale, dem Vorgängerbau der Hagia Sophia, mit großen Ehren bestatten.
Die Kirche San Flaviano (Giulianova) ist ihm geweiht.